# Télendos
Télendos (en grec Τέλενδος) est une petite île de l'archipel du Dodécanèse dans la mer Égée séparée par un bras de mer de 800 m à l'ouest de Kalymnos, à laquelle elle est administrativement rattachée.

## Géographie

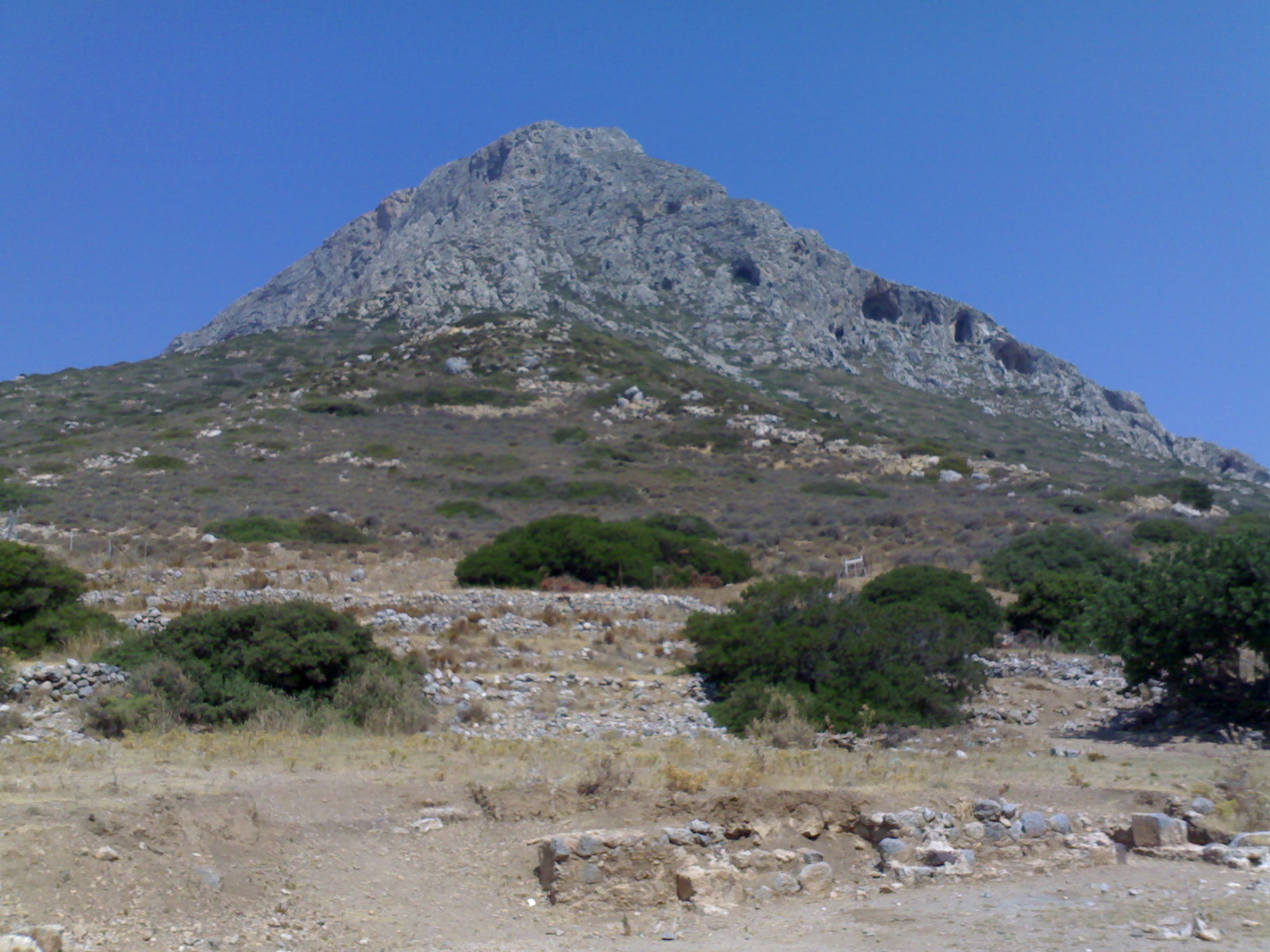
Le mont Rachi

Telendos est distant de 800 m de Kalymnos et culmine à 457 mètres avec le mont Rachi. Telendos est habitée de manière permanente par une cinquantaine de personnes environ.

## Histoire
L'île de Telendos faisait partie intégrante de l'île de Kalymnos, mais se trouva détachée à la suite d'un tremblement de terre en l'an 554[réf. nécessaire].
Plusieurs ruines de l'époque hellénistique et romaine sont présentes sur l'île, ainsi que celles du monastère Saint-Basile (Aghios Vasilios) dominé par le château médiéval d'Aghios Konstantinos. 

## Économie
Il existe une liaison, effectuée par les pêcheurs en une quinzaine de minutes, pour aller sur l'île à partir de Myrties. Telendos présente des plages discrètes et peu fréquentées. Il n'y a pas de voitures sur l'île.

## Culture
L'île fête le 27 juillet la Saint-Panteleimon et le 15 août l'Assomption de la Vierge de Telendos.